# Seznam dílů seriálu U Raven doma
Toto je seznam dílů seriálu U Raven doma. Americký komediální televizní seriál U Raven doma měl premiéru 21. července 2017 v USA na stanici Disney Channel. V Česku měl premiéru 17. února 2018 na stanici Disney Channel.

## Přehled řad
| Řada | Díly | Premiéra v USA    | Premiéra v USA     | Premiéra v ČR      | Premiéra v ČR     |
| Řada | Díly | První díl         | Poslední díl       | První díl          | Poslední díl      |
| ---- | ---- | ----------------- | ------------------ | ------------------ | ----------------- |
| 1    | 13   | 21. července 2017 | 20. října 2017     | 17. února 2018     | 12. května 2018   |
| 2    | 21   | 25. června 2018   | 30. listopadu 2018 | 12. listopadu 2018 | 1. dubna 2019     |
| 3    | 26   | 17. června 2019   | 3. května 2020     | 11. května 2020    | 12. června 2020   |
| 4    | 20   | 24. července 2020 | 21. května 2021    | 4. prosince 2020   | 23. září 2021     |
| 5    | 25   | 11. března 2022   | 2. prosince 2022   | 10. října 2022     | 27. dubna 2023    |
| 6    | 18   | 9. dubna 2023     | 3. září 2023       | 20. listopadu 2023 | 13. prosince 2023 |

## Seznam dílů

### První řada (2017)
| Č. v seriálu | Č. v řadě | Původní název                   | Český název                | Režie             | Scénář                         | Premiéra v USA    | Premiéra v ČR   | Prod. kód |
| ------------ | --------- | ------------------------------- | -------------------------- | ----------------- | ------------------------------ | ----------------- | --------------- | --------- |
| 1            | 1         | Baxter's Back!                  | Baxterová je zpátky        | Eric Dean Seaton  | Jed Elinoff a Scott Thomas     | 21. července 2017 | 17. února 2018  | 101       |
| 2            | 2         | Big Trouble in Little Apartment | Velké potíže v malém bytě  | Eric Dean Seaton  | Jed Elinoff a Scott Thomas     | 28. července 2017 | 17. února 2018  | 103       |
| 2            | 2         | The Baxters Get Bounced         | Baxterovi jsou vystěhováni | Eric Dean Seaton  | Meg DeLoatch                   | 4. srpna 2017     | 24. února 2018  | 102       |
| 4            | 4         | The Bearer of Dad News          | Posel tátovských zpráv     | Victor Gonzalez   | Jim Martin                     | 11. srpna 2017    | 3. března 2018  | 104       |
| 5            | 5         | You're Gonna Get It             | Ty to schytáš              | Victor Gonzalez   | Anthony C. Hill                | 18. srpna 2017    | 10. března 2018 | 105       |
| 6            | 6         | Adventures in Mommy-Sitting     | Dobrodružné hlidání matek  | Shannon Flynn     | Jim Martin                     | 25. srpna 2017    | 17. března 2018 | 107       |
| 7            | 7         | Dancing Tween                   | Tančíci Nia                | Shannon Flynn     | Sassi Darling                  | 8. září 2017      | 24. března 2018 | 108       |
| 8            | 8         | Vending the Rules               | Prodejní pravidla          | Bob Koherr        | Molly Haldeman a Camilla Rubis | 15. září 2017     | 7. dubna 2018   | 109       |
| 9            | 9         | In-vision of Privacy            | Invaze do soukromí         | Bob Koherr        | Danielle Calvert               | 22. září 2017     | 14. dubna 2018  | 111       |
| 10           | 10        | Fears of a Clown                | Strach z klaunů            | Victor Gonzalez   | Rick Williams                  | 29. září 2017     | 21. dubna 2018  | 106       |
| 11           | 11        | The Baxtercism of Levi Grayson  | Vyvolavaní                 | Bob Koherr        | Charity L. Miller a Eric Owusu | 6. října 2017     | 28. dubna 2018  | 110       |
| 12           | 12        | Dream Moms                      | Sen mám                    | Robbie Countryman | Jed Elinoff a Scott Thomas     | 13. října 2017    | 12. května 2018 | 113       |
| 13           | 13        | Vest in Show                    | Nejlepší vesta             | Robbie Countryman | Rick Williams                  | 20. října 2017    | 5. května 2018  | 112       |

### Druhá řada (2018)
| Č. v seriálu | Č. v řadě | Původní název                             | Český název                                       | Režie                 | Scénář                              | Premiéra v USA                                           | Premiéra v ČR                                                  | Prod. kód |
| ------------ | --------- | ----------------------------------------- | ------------------------------------------------- | --------------------- | ----------------------------------- | -------------------------------------------------------- | -------------------------------------------------------------- | --------- |
| 14–15        | 12        | The Falcon and the Raven                  | Raven a sokol                                     | Robbie Countryman     | Michael Feldman a Dava Savel        | 25. června 2018 (první část)26. června 2018 (druhá část) | 12. listopadu 2018 (první část)13. listopadu 2018 (druhá část) | 201–202   |
| 16           | 3         | Because                                   | Protože                                           | Lynn M. McCracken     | Norm Gunzenhauser                   | 27. června 2018                                          | 14. listopadu 2018                                             | 203       |
| 17           | 4         | Cop To It                                 | Přiznej se                                        | Eric Dean Seaton      | Paul Ciancarelli a David DiPietro   | 28. června 2018                                          | 15. listopadu 2018                                             | 204       |
| 18           | 5         | Weirder Things                            | Divno tvor                                        | Eric Dean Seaton      | Antonia March a Jacqueline McKinley | 3. července 2018                                         | 16. listopadu 2018                                             | 205       |
| 19           | 6         | The Missteps                              | Chybné kroky                                      | Lynn M. McCracken     | Danger Douglas Leiblein             | 6. července 2018                                         | 19. listopadu 2018                                             | 206       |
| 20           | 7         | All Sewn Up                               | V kapse                                           | Leonard R. Garner Jr. | Gigi McCreery a Perry Rein          | 10. července 2018                                        | 20. listopadu 2018                                             | 207       |
| 21           | 8         | Oh Father, Where Art Thou?                | Kde jsi, otče?                                    | Leonard R. Garner Jr. | Dava Savel                          | 13. července 2018                                        | 21. listopadu 2018                                             | 208       |
| 22           | 9         | The Trouble with Levi                     | Potíže s Leviem                                   | Jody Margolin Hahn    | Douglas Danger Lieblein             | 20. července 2018                                        | 22. listopadu 2018                                             | 210       |
| 23           | 10        | Head Over Wheels                          | Až po kola                                        | Trevor Kirshner       | Anthony C. Hill                     | 27. července 2018                                        | 23. listopadu 2018                                             | 214       |
| 24           | 11        | The Most Interesting Mom In The World     | Nejzajímavější máma na světě                      | Trevor Kirshner       | Douglas Danger Lieblein             | 31. července 2018                                        | 18. března 2019                                                | 215       |
| 25           | 12        | Sleevemore Part One: Frozen               | Sleevemore 1. část: Zamrzlý                       | Jody Margolin Hahn    | Jacqueline McKinley a Antonia March | 21. září 2018                                            | 19. března 2019                                                | 211       |
| 26           | 13        | Sleevemore Part Two: Found                | Sleevemore 2. část: Nalezený                      | Eileen Conn           | Norm Gunzenhauser                   | 28. září 2018                                            | 20. března 2019                                                | 212       |
| 27           | 14        | Sleevemore Part Three: Future             | Sleevemore 3. část: Budoucnost                    | Eileen Conn           | David DiPietro a Paul Ciancarelli   | 5. října 2018                                            | 21. března 2019                                                | 213       |
| 28           | 15        | Raven's Home: Remix                       | U Raven Doma: Remix                               | Paul Hoen             | Anthony C. Hill                     | 12. října 2018                                           | 25. března 2019                                                | 209       |
| 29           | 16        | Switch-or-Treat                           | Halloweenská záměna                               | Leonard R. Garner Jr. | Octavia Bray                        | 19. října 2018                                           | 22. března 2019                                                | 220       |
| 30           | 17        | Just Call Me Vic                          | Říkejte mi Vic                                    | Lynda Tarryk          | Adrienne Carter                     | 26. října 2018                                           | 26. března 2019                                                | 217       |
| 31           | 18        | New Dog, Old Trick                        | Nový pes, staré kousky                            | Leonard R. Garner Jr. | LaTonya Croff                       | 2. listopadu 2018                                        | 28. března 2019                                                | 218       |
| 32           | 19        | It's Your Party and I'll Spy If I Want To | Je to vaše oslava a já můžu špehovat jak jen chci | Leonard R. Garner Jr. | Angeline Olschewski                 | 9. listopadu 2018                                        | 29. března 2019                                                | 219       |
| 33           | 20        | Winners and Losers                        | Ambasadoři                                        | Ron Moseley           | Michael Feldman                     | 16. listopadu 2018                                       | 27. března 2019                                                | 216       |
| 34           | 21        | Keepin' It Real                           | Na nic si nehrát                                  | Leonard R. Garner Jr. | Paul Ciancarelli a David DiPietro   | 30. listopadu 2018                                       | 1. dubna 2019                                                  | 221       |

### Třetí řada (2019–2020)
| Č. v seriálu | Č. v řadě | Původní název                | Český název             | Režie                 | Scénář                                                                       | Premiéra v USA     | Premiéra v ČR   | Prod. kód |
| ------------ | --------- | ---------------------------- | ----------------------- | --------------------- | ---------------------------------------------------------------------------- | ------------------ | --------------- | --------- |
| 35           | 1         | Friend-Ship                  | Na lodi                 | Trevor Kirschner      | Eunetta T. Boone                                                             | 17. června 2019    | 11. května 2020 | 303       |
| 36           | 2         | Lost at Chel-Sea             | Ztraceni na moři        | Trevor Kirschner      | Warren Hutcherson                                                            | 24. června 2019    | 12. května 2020 | 304       |
| 37           | 3         | Smoky Flow                   | Kouřový rytmus          | Sheldon Epps          | LaTonya Croft                                                                | 1. července 2019   | 13. května 2020 | 301       |
| 38           | 4         | Twister, Sister              | Tornádo                 | Sheldon Epps          | Chase Heinrich a Micah Steinberg                                             | 8. července 2019   | 14. května 2020 | 302       |
| 39           | 5         | Dress to Express             | Vyjádřit ohozem         | Danielle Fishel       | Octavia Bray                                                                 | 15. července 2019  | 15. května 2020 | 306       |
| 40           | 6         | Diss Track                   | Posměch a video         | Wendy Faraone         | Zora Bikangaga                                                               | 22. července 2019  | 18. května 2020 | 305       |
| 41           | 7         | Disorder in the Court        | Nepořádek v soudní síni | Lynda Tarryk          | Susan Jaffee                                                                 | 13. září 2019      | 19. května 2020 | 307       |
| 42           | 8         | School House Trap            | Škola rapu              | Wendy Faraone         | LaTonya Croft                                                                | 20. září 2019      | 20. května 2020 | 309       |
| 43           | 9         | Cali Dreams                  | Kalifornské sny         | Jon Rosenbaum         | Zora Bikangaga                                                               | 27. září 2019      | 21. května 2020 | 310       |
| 44           | 10        | Creepin' It Real             | Opravdový horor         | Rich Correll          | Warren Hutcherson                                                            | 11. října 2019     | 22. května 2020 | 314       |
| 45           | 11        | Girls Just Wanna Have Phones | Bez mobilu ani ránu     | Danielle Fishel       | Chase Heinrich a Micah Steinberg                                             | 18. října 2019     | 25. května 2020 | 308       |
| 46           | 12        | Friday Night Tights          | Punčocháče páteční noci | Leonard R. Garner Jr. | Eunetta T. Boone                                                             | 25. října 2019     | 26. května 2020 | 311       |
| 47           | 13        | It's Not Easy Being Green    | Žárlivost je hrozná věc | Lynda Tarryk          | Susan Jaffee                                                                 | 1. listopadu 2019  | 27. května 2020 | 312       |
| 48           | 14        | Crewed Up                    | Nová Banda              | Lynda Tarryk          | Octavia Bray                                                                 | 15. listopadu 2019 | 28. května 2020 | 313       |
| 49           | 15        | Sorry to Father You          | Pomluvy otců            | Raven-Symoné          | Chase Heinrich a Micah Steinberg                                             | 22. listopadu 2019 | 29. května 2020 | 315       |
| 50           | 16        | Bah Humbugged                | Vánoční podvádění       | Kim Fields            | LaTonya Croff                                                                | 6. prosince 2019   | 27. září 2020   | 319       |
| 51           | 17        | The Foreign Identity         | Cizí identita           | Wendy Faraone         | Savannah Hopp                                                                | 23. února 2020     | 1. června 2020  | 316       |
| 52           | 18        | What About Your Friends?     |                         | Warren Hutcherson     | LaTonya Croff                                                                | 1. března 2020     | 2. června 2020  | 324       |
| 53           | 19        | Adolessons                   | Lekce adolescence       | Danielle Fishel       | Jason Hauser                                                                 | 8. března 2020     | 3. června 2020  | 317       |
| 54           | 20        | Close Shave                  | O vlásek                | Zora Bikangaga        | Rich Correll                                                                 | 15. března 2020    | 4. června 2020  | 318       |
| 55           | 21        | Hoop Streams                 | Basketbalová záplava    | Trevor Kirschner      | Octavia Bray                                                                 | 22. března 2020    | 5. června 2020  | 320       |
| 56           | 22        | Slammed                      |                         | Raven-Symoné          | Susan Jaffee                                                                 | 29. března 2020    | 8. června 2020  | 321       |
| 57           | 23        | On Edge                      |                         | Lynda Tarryk          | Adrienne Carter                                                              | 5. dubna 2020      | 9. června 2020  | 322       |
| 58           | 24        | The Story So-fa              |                         | Danielle Fishel       | Chase Heinreich a Micah Steinberg                                            | 19. dubna 2020     | 10. června 2020 | 323       |
| 59           | 25        | In Shoe-encer                |                         | Rich Corell           | Savannah Kopp a Jason Hauser                                                 | 26. dubna 2020     | 11. června 2020 | 325       |
| 60           | 26        | Level Up                     |                         | Rich Correll          | námět: Savannah Kopp a Jason Hauser scénář: Raven-Symoné a Warren Hutcherson | 3. května 2020     | 12. června 2020 | 326       |

### Čtvrtá řada (2020–2021)
| Č. v seriálu | Č. v řadě | Původní název               | Český název              | Režie                 | Scénář                                  | Premiéra v USA     | Premiéra v ČR                                | Prod. kód |
| ------------ | --------- | --------------------------- | ------------------------ | --------------------- | --------------------------------------- | ------------------ | -------------------------------------------- | --------- |
| 61           | 1         | Raven About Bunk'd          | Raven na táboře Kikiwaka | Trevor Kirschner      | Warren Hutcherson                       | 24. července 2020  | 4. prosince 2020                             | 409       |
| 62           | 2         | Don't Trust the G in Apt 4B |                          | Rich Correll          | Chase Heinrich a Micah Steinberg        | 9. října 2020      | 6. září 2021                                 | 407       |
| 63           | 3         | Baking Bad                  | Sladké Lži               | Robbie Countryman     | Chase Heinrich a Micah Steinberg        | 23. října 2020     | 29. března 2021                              | 401       |
| 64           | 4         | Big Little Surprise         | Velké Malé Překvapení    | Kelly Park            | Jordana Arkin                           | 6. listopadu 2020  | 30. března 2021                              | 402       |
| 65           | 5         | Tesscue Me                  | Zachraňte Tess           | Leonard R. Garner Jr. | Jason Hauser                            | 13. listopadu 2020 | 31. března 2021                              | 403       |
| 66           | 6         | Sharp Job-jects             | Práce s pověrou          | Wendy Faraone         | Octavia Bray                            | 20. listopadu 2020 | 1. dubna 2021                                | 404       |
| 67           | 7         | How I Met Your Mentor       |                          | Morenike Joela Evans  | Alison Taylor                           | 27. listopadu 2020 | 2. dubna 2021                                | 405       |
| 68–69        | 89        | Mad About Yuletide          |                          | Wendy Faraone         | Marcelo Chow a Brett MaierCaitlin Davis | 18. prosince 2020  | 7. září 2021 (1. část)8. září 2021 (2. část) | 413–414   |
| 70           | 10        | Wheel of Misfortune         |                          | Danielle Fishel       | Rasheena Nash                           | 19. března 2021    | 9. září 2021                                 | 406       |
| 71           | 11        | Diff'rent Strikes           |                          | Raven-Symoné          | Dave Helem                              | 26. března 2021    | 10. září 2021                                | 408       |
| 72           | 12        | Fresh Off the Note          |                          | Lynda Tarryk          | Jordana Arkin                           | 2. dubna 2021      | 13. září 2021                                | 410       |
| 73           | 13        | 10 Things Debate About You  |                          | Raven-Symoné          | Jason Hauser                            | 9. dubna 2021      | 14. září 2021                                | 411       |
| 74           | 14        | Plays of Our Lives          |                          | Robbie Countryman     | Octavia Bray                            | 16. dubna 2021     | 15. září 2021                                | 412       |
| 75           | 15        | The Slumber Years           |                          | Sonia Bhalla          | Jason Hauser                            | 23. dubna 2021     | 16. září 2021                                | 415       |
| 76           | 16        | Bless This Tess             |                          | Ian Jordan            | Chase Heinrich a Micah Steinberg        | 30. dubna 2021     | 17. září 2021                                | 416       |
| 77           | 17        | American Torah Story        |                          | Bryan W. McKenzie     | Jordana Arkin                           | 7. května 2021     | 20. září 2021                                | 417       |
| 78           | 18        | Say Yes to the Protest      |                          | Danielle Fishel       | Darnell Jones                           | 14. května 2021    | 21. září 2021                                | 418       |
| 79           | 19        | Saved by the Belle          |                          | Jon Rosenbaum         | Rasheena Nash                           | 21. května 2021    | 22. září 2021                                | 419       |
| 80           | 20        | So You Think You Can Drive  |                          | Raven-Symoné          | Dave Helem                              | 21. května 2021    | 23. září 2021                                | 420       |

### Pátá řada (2022)
| Č. v seriálu | Č. v řadě | Původní název                  | Český název                  | Režie                  | Scénář                             | Premiéra v USA     | Premiéra v ČR     | Prod. kód |
| ------------ | --------- | ------------------------------ | ---------------------------- | ---------------------- | ---------------------------------- | ------------------ | ----------------- | --------- |
| 81           | 1         | The Wrong Victor               | Špatný Victor                | Victor Gonzalez        | Jed Elinoff a Scott Thomas         | 11. března 2022    | 10. října 2022    | 501       |
| 82           | 2         | The Big Sammich                | Velký Semmič                 | Robbie Countryman      | Anthony C. Hill                    | 18. března 2022    | 11. října 2022    | 502       |
| 83           | 3         | Escape from Pal-Catraz         | Tajemství Pal-Catrazu        | Lynda Tarryk           | Jim Martin                         | 25. března 2022    | 12. října 2022    | 503       |
| 84           | 4         | A Streetcar Named Conspire     |                              | Lynda Tarryk           | Robbie M. Henry                    | 1. dubna 2022      | 13. října 2022    | 504       |
| 85           | 5         | Clique Bait                    | I s navijákem                | Evelyn Belasco         | Jai Joseph                         | 8. dubna 2022      | 14. října 2022    | 505       |
| 86           | 6         | 21 Lunch Street                | Záhadný zloděj               | Robbie Countryman      | Nori Reed                          | 15. dubna 2022     | 17. října 2022    | 506       |
| 87           | 7         | Retreat Yourself               | Další nová tvář              | Lynda Tarryk           | Kourtney Richard                   | 22. dubna 2022     | 18. října 2022    | 507       |
| 88           | 8         | New Kid on the Chopping Block  |                              | Mary Lou Belli         | Brittany Assaly a Danielle Calvert | 29. dubna 2022     | 19. října 2022    | 508       |
| 89           | 9         | Mr. Petracelli's Revenge       | Pomsta pana Petracelliho     | Leonard R. Garner Jr.  | Anthony C. Hill                    | 6. května 2022     | 20. října 2022    | 509       |
| 90           | 10        | Date Expectations              | Jak na rande                 | Morenike Joela Evans   | Jed Elinoff a Scott Thomas         | 13. května 2022    | 21. října 2022    | 510       |
| 91           | 11        | The Great Chill Grill Giveaway | Kvízový večer v Chill Grillu | Rondell Sheridan       | Jim Martin                         | 10. června 2022    | 24. října 2022    | 511       |
| 92           | 12        | Truth or Hair                  | Pravda nebo vlasy            | Danielle Fishel        | Robin M. Henry                     | 17. června 2022    | 25. října 2022    | 512       |
| 93           | 13        | Munch Ado About Lunching       | Mnoho povyku kolem oběda     | Morenike Joela Evans   | Jai Joseph                         | 24. června 2022    | 26. října 2022    | 513       |
| 94           | 14        | To Halve & Halve Not           | Drahá polovička              | Jade Jenise Dixon      | Kourtney Richard                   | 1. července 2022   | 27. října 2022    | 514       |
| 95           | 15        | The Fierce Awakens             | Šelma se probouzí            | Ian Reed Kesler        | Nori Reed                          | 8. července 2022   | 28. října 2022    | 517       |
| 96           | 16        | The Grand Booker-Pest Hotel    | Grand Hotel Booker           | Raven-Symoné           | Marcelo Chow a Brett Maier         | 15. července 2022  | 17. dubna 2023    | 518       |
| 97           | 17        | The Girl Who Cried Tasha       | Dívka s panenkou             | Victor Gonzalez        | Brittany Assaly a Danielle Calvert | 2. října 2022      | 18. dubna 2023    | 515       |
| 98           | 18        | Tying the Astro-Knot           |                              | Monica Marie Contreras | Jai Joseph                         | 7. října 2022      | 19. dubna 2023    | 519       |
| 99           | 19        | Keeping It 100                 |                              | Raven-Symoné           | Jed Elinoff a Scott Thomas         | 14. října 2022     | 20. dubna 2023    | 520       |
| 100          | 20        | Stylin' & Profilin'            |                              | Raven-Symoné           | Anthony C. Hill                    | 21. října 2022     | 21. dubna 2023    | 521       |
| 101          | 21        | Big Burger, Small Fry          |                              | Raven-Symoné           | Anthony C. Hill                    | 28. října 2022     | 24. dubna 2023    | 522       |
| 102          | 22        | Raven and the Fashion Factory  |                              | Raven-Symoné           | Jim Martin                         | 4. listopadu 2022  | 25. dubna 2023    | 523       |
| 103          | 23        | A Day Without Baxters          |                              | Jed Elinoff            | Robie M. Henry                     | 11. listopadu 2022 | 26. dubna 2023    | 524       |
| 104          | 24        | Bridge Over Troubled Daughter  |                              | Ian Jordan             | Jed Elinoff a Scott Thomas         | 18. listopadu 2022 | 27. dubna 2023    | 525       |
| 105          | 25        | A Country Cousin Christmas     |                              | Victor Gonzalez        | Salemah Gabriel                    | 2. prosince 2022   | 24. prosince 2022 | 516       |

### Šestá řada (2023)
| Č. v seriálu | Č. v řadě | Původní název                     | Český název | Režie             | Scénář                                       | Premiéra v USA    | Premiéra v ČR      | Prod. kód |
| ------------ | --------- | --------------------------------- | ----------- | ----------------- | -------------------------------------------- | ----------------- | ------------------ | --------- |
| 106          | 1         | European Rae-cation: Part 1       |             | Raven-Symoné      | Jed Elinoff a Scott Thomas                   | 9. dubna 2023     | 20. listopadu 2023 | 601       |
| 107          | 2         | European Rae-cation: Part 2       |             | Raven-Symoné      | Jed Elinoff a Scott Thomas                   | 16. dubna 2023    | 21. listopadu 2023 | 602       |
| 108          | 3         | Sold to the Highest Fibber        |             | Robbie Countryman | Anthony C. Hill                              | 23. dubna 2023    | 22. listopadu 2023 | 603       |
| 109          | 4         | Blues Beard's Revenge             |             | Lynda Tarryk      | Molly Haldeman                               | 7. května 2023    | 23. listopadu 2023 | 604       |
| 110          | 5         | Tess Friends Forever              |             | Raven-Symoné      | Jordan Mitchell                              | 14. května 2023   | 24. listopadu 2023 | 605       |
| 111          | 6         | A.I., A.I., Oh … Snap!            |             | Ian Reed Kesler   | Robin M. Henry                               | 21. května 2023   | 27. listopadu 2023 | 606       |
| 112          | 7         | Lizard Let Lie                    |             | Jed Elinoff       | Nori Reed                                    | 4. června 2023    | 28. listopadu 2023 | 607       |
| 113          | 8         | Ain't That a Sidekick in the Head |             | Victor Gonzalez   | Rick Williams                                | 11. června 2023   | 29. listopadu 2023 | 608       |
| 114          | 9         | What Had Happened Was…            |             | Raven-Symoné      | Robin M. Henry, Rick Williams a Mattie Bayne | 18. června 2023   | 30. listopadu 2023 | 610       |
| 115          | 10        | Sneaks and Geeks                  |             | Lynda Tarryk      | Brittany Assaly a Danielle Calvert           | 25. června 2023   | 1. prosince 2023   | 609       |
| 116          | 11        | Reality Check                     |             | Ian Jordan        | Brittany Assaly a Danielle Calvert           | 2. července 2023  | 4. prosince 2023   | 611       |
| 117          | 12        | Working for the Weeknd            |             | Rondell Sheridan  | Robin M. Henry a Rick Williams               | 23. července 2023 | 5. prosince 2023   | 612       |
| 118          | 13        | Drop it Like it's Hot!            |             | Scott Thomas      | Anthony C. Hill                              | 30. července 2023 | 6. prosince 2023   | 613       |
| 119          | 14        | Raven's Clone                     |             | Shilpi Roy        | Mattie Bayne                                 | 6. srpna 2023     | 7. prosince 2023   | 614       |
| 120          | 15        | Cuda I Have This Dance            |             | Shilpi Roy        | Alex Fox a Rachel Lewis                      | 13. srpna 2023    | 8. prosince 2023   | 615       |
| 121          | 16        | You've Got Sale                   |             | Shilpi Roy        | námět: Danny Levy scénář: Jordan Mitchell    | 20. srpna 2023    | 11. prosince 2023  | 616       |
| 122          | 17        | Gown to the Wire                  |             | Lynda Tarryk      | Molly Haldeman                               | 27. srpna 2023    | 12. prosince 2023  | 617       |
| 123          | 18        | Whose Line Is It Anyway?          |             | Raven-Symoné      | Jed Elinoff a Scott Thomas                   | 3. září 2023      | 13. prosince 2023  | 618       |